# 안푸역
안푸역(베트남어: Ga An Phú / Ga 安富)은 베트남 호찌민시 투득시에 위치한 지하철 역이다.

## 노선
- 호찌민 지하철
  - 1호선